# Séisme de 2020 en mer Égée
Le séisme de 2020 en mer Égée est un séisme de magnitude 7 qui a frappé le 30 octobre 2020, à environ 14 km au nord-est de l'île de Samos, en Grèce.
Il a été ressenti jusqu’à Istanbul et Athènes. Les villes d’Izmir et de Vathý à Samos, où la secousse a produit un mini-tsunami, ont été particulièrement touchées,. D'après les autorités turques, qui évoque plutôt une magnitude 6,6, un total de 4 468 répliques ont été enregistrées, dont 48 d'une magnitude supérieure à 4,.
Avec une centaine de morts et un millier de blessés, il s'agit du deuxième tremblement de terre le plus meurtrier qu'ait connu la Turquie depuis le séisme de Van en 2011 qui avait fait plus de 500 morts. Le séisme d'Elâzığ plus tôt en janvier avait tué 41 personnes.

## Origine
Selon l'Institut d'études géologiques des États-Unis (USGS), ce séisme est « le résultat d'une faille normale à faible profondeur de la croûte terrestre dans la plaque tectonique de l'Eurasie, dans l'est de la mer Égée ». 
Pour le magazine National Geographic, « l'épicentre se trouve à l'extrémité ouest de la plaque anatolienne, où les roches à la surface sont étirées comme du mastic. Cet étirement produit une série de fractures profondes dans le sol, et le mouvement le long d'une de ces fissures a déclenché le récent tremblement de terre ».

## Mini-tsunami
Le séisme a provoqué un mini-tsunami qui a balayé les côtes de Samos et inondé les rues de la ville de Seferihisar, située près de l'épicentre, où une personne est morte par noyade.

## Bilan

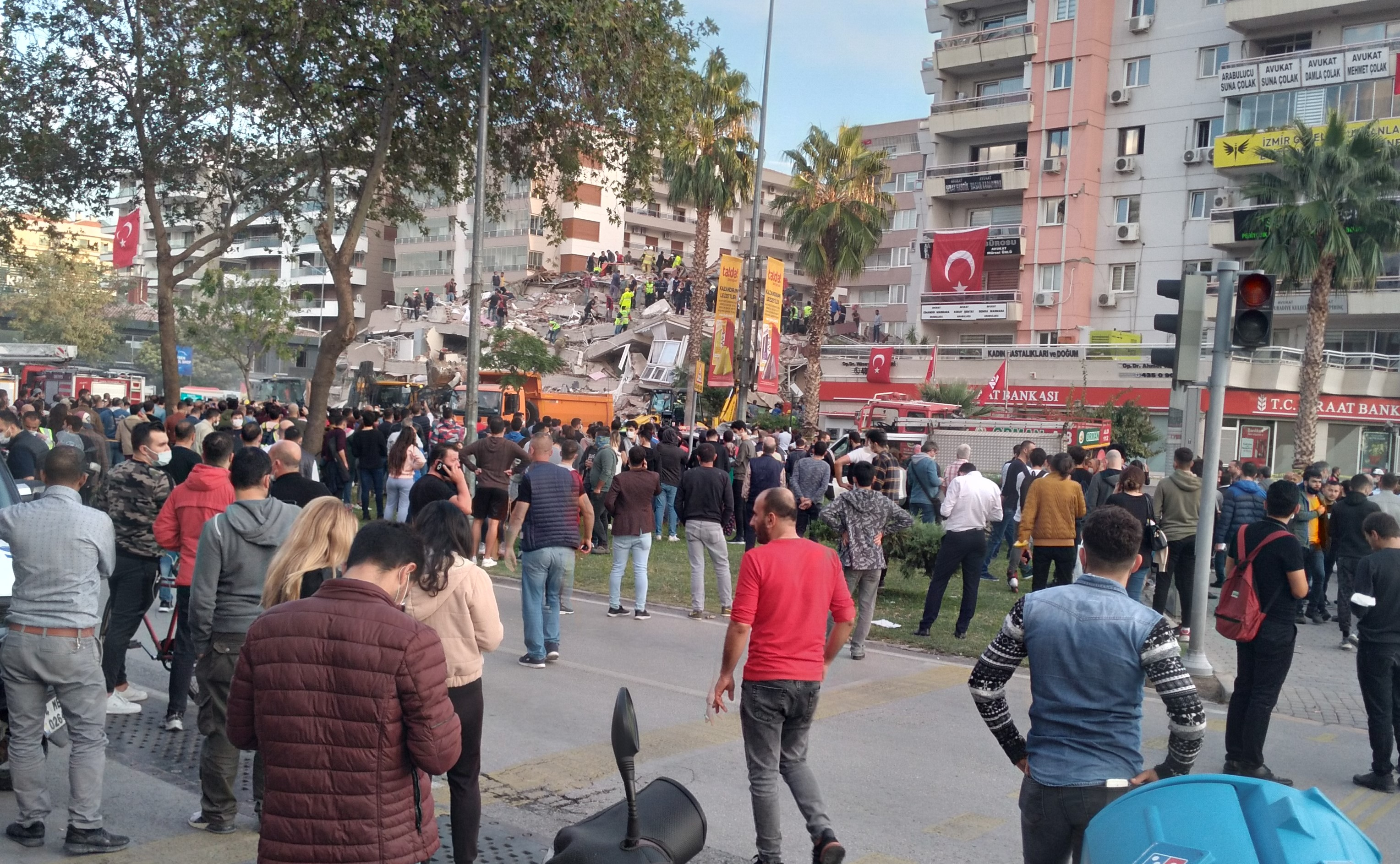
Un bâtiment effondré à Izmir, en Turquie.

Selon le bilan définitif, 12 personnes sont mortes dont une par noyade et 419 autres ont été blessées en Turquie, tandis qu'en Grèce, 2 personnes sont mortes et 9 autres ont été blessées,,.
Selon le maire d'Izmir Tunç Soyer, une vingtaine d'immeubles se sont effondrés dans sa ville. Selon les garde-côtes turcs, 19 bateaux ont coulé et 43 bateaux se sont échoués après le séisme. Le séisme a fait plus de 5 000 sans-abris, logés provisoirement dans des tentes. Côté grec, le vice-maire de Samos Giorgos Dionysiou a déclaré que « certains bâtiments ont été abîmés, une église notamment », située à Karlóvasi.

## Opérations de sauvetage et d'assistance
En Turquie, peu après le séisme, le ministre de la Santé, Fahrettin Koca, a déclaré qu'environ 40 ambulances, 35 équipes de secours d'urgence et deux hélicoptères ambulanciers étaient arrivés sur les lieux, tandis que le ministère de la Défense a assuré qu'un de leurs avions avait décollé de la base aérienne d'Etimesgut pour transporter des équipes de l'Agence gouvernementale des situations de catastrophe (AFAD) et de la gendarmerie dans la région. Le Croissant-Rouge turc a immédiatement déployé des équipes pour fournir de la nourriture aux personnes touchées par le tremblement de terre. Dans la nuit du 30 octobre, les opérations de recherche et de sauvetage se sont poursuivies dans 17 bâtiments effondrés ou endommagés à Izmir, selon l'AFAD. Les autorités ont installé des tentes d'une capacité totale de 2 000 personnes près des zones les plus endommagées, selon le ministre de l'Environnement et de l'Urbanisme, Murat Kurum.
Au total, 6 478 personnes, 21 chiens renifleurs et 1 046 véhicules ont été déployés sur place. Ils proviennent de l'AFAD, de la gendarmerie turque, des associations d'aide humanitaire, et plus particulièrement du Croissant-Rouge turc, et de la municipalité d'Izmir. 3 545 tentes ont été envoyés dans la région. En mer, ce sont les garde-côtes turcs qui mènent les recherches et les sauvetages. Toutes ces opérations sont sous le contrôle du ministère de l'Intérieur turc à travers l'AFAD.
Après Elif, trois ans, sauvée après 65 heures, le 3 novembre, après 91 heures passées sous les décombres, Ayda, une fillette de trois (ou quatre selon les sources) ans, a été sauvée mais sa mère a été retrouvée morte quelques minutes après,,.
Les opérations de recherche et de sauvetage cessent le 4 novembre, c'est-à-dire 5 jours après le séisme, pour laisser place aux opérations de déblayage.

## Suites
Selon le quotidien britannique The Times, des rapports remis au ministère de l'Environnement et de l'Urbanisme turc concernant des bâtiments dangereux à Izmir en 2010, 2012 et 2018 n'ont pas été suivis d'effet. Certains de ces bâtiments se sont effondrés lors du tremblement de terre. Un plan élaboré par le ministère pour inspecter tous les bâtiments du pays d'ici 2017 — au lendemain du tremblement de terre de 2011 qui a frappé la ville de Van, dans l'est du pays, tuant 604 personnes — n'a jamais été mis en œuvre. En 2018, environ 10 millions de bâtiments construits ou rénovés illégalement ont reçu un permis de construire rétroactif dans le cadre d'une amnistie gouvernementale, dont beaucoup ne répondaient pas aux critères de sécurité,.
Le 8 novembre 2020, répondant à des accusations de détournement de fonds nationaux destinés à renforcer les constructions du pays face aux tremblements de terre, le président turc Recep Tayyip Erdoğan accuse l'opposition du Parti républicain du peuple (CHP) en charge d'Izmir d'être responsable des bâtiments effondrés lors du séisme. Selon lui, elle délivrerait des permis de construction à des bâtiments résidentiels ne disposant pas de certificats antisismiques appropriés.

## Réactions internationales
L'Azerbaïdjan, la France, Israël, l'Union européenne et l'OTAN ainsi que l'Arabie Saoudite proposent leur aide,,,,. Malgré des tensions diplomatiques, la Grèce et la Turquie proposent aussi de s'entraider. Certains experts parlent ainsi d'une « diplomatie de séisme », l'aide proposée par la Grèce à la Turquie lors du séisme de 1999 à Izmit ayant rapproché les deux pays en crise.